# مكان (فلسفة)
المكان عند الحكماء، هو السطح الباطن من الجسم الحاوي المماس للسطح الظاهر من الجسم المحوى. وعند المتكلمين هو الفراغ المتوهم الذي يشغله الجسم وتنفذ فيه أبعاده.
يطلق المكان بمعنيين:
- يقال المكان لشيء يكون فيه الجسم، فيكون محيطا به.
- يقال المكان لشيء يعتمد عليه الجسم، فيستقر عليه.

وذكر ابن سينا أنه «قد قيل أن المكان مساو. فإما أن يكون مساويا لجسم المتمكن، وقد قيل أنه محال، وإما أن يكون مساويا لسطحه، وهو الصواب».